# Радченко, Иван Васильевич (агроном)

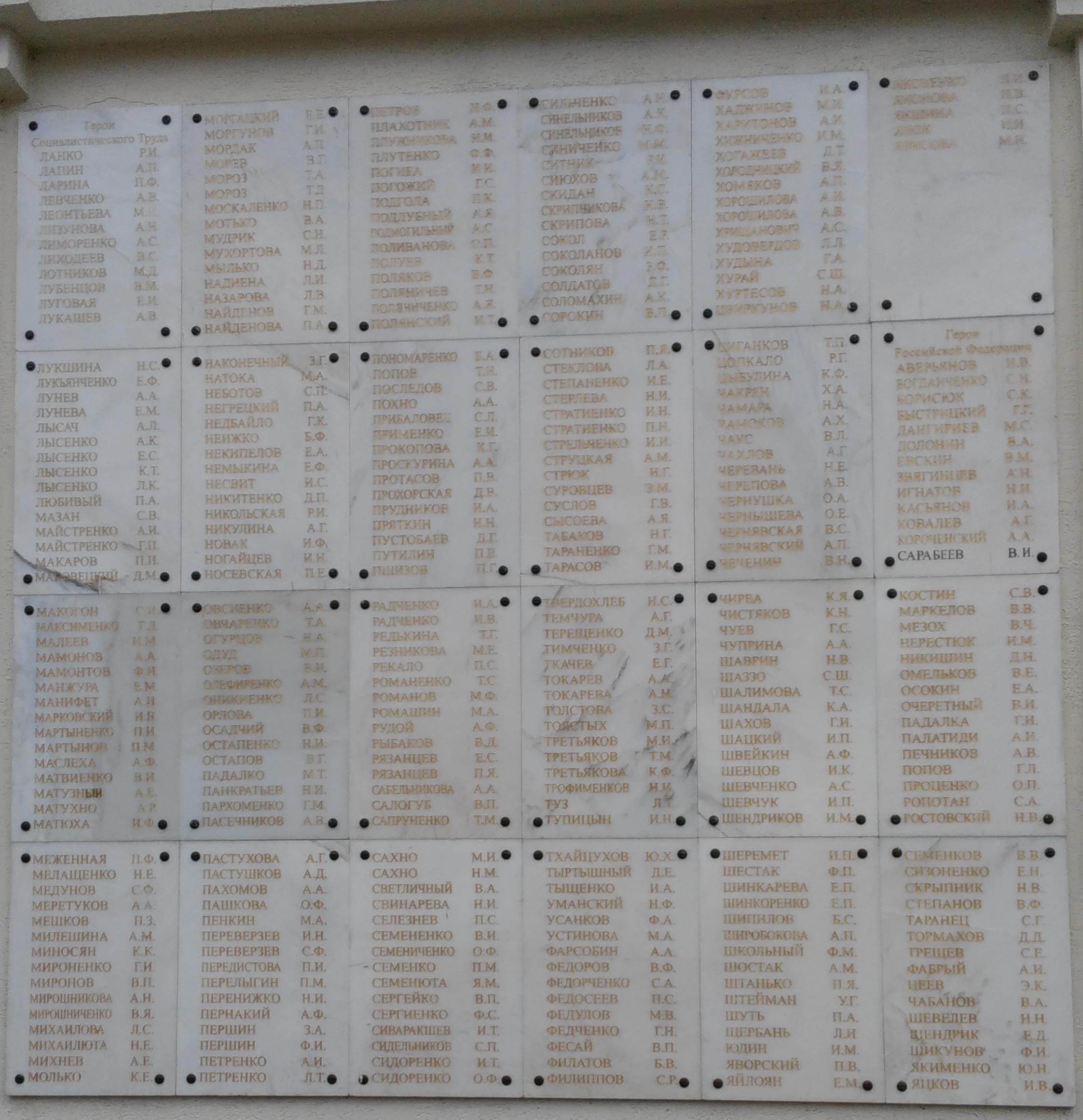
Мемориальная доска с именами Героев Социалистического Труда Кубани и Адыгеи. Краснодар 2017

Иван Васильевич Радченко (17 августа 1935, Зориковка, Сталинская область — 24 января 1997, Кореновск, Краснодарский край) — управляющий отделением элитно¬семеноводческого совхоза «Кореновский» Кореновского района Краснодарского края. Герой Социалистического Труда.

## Биография
Родился 17 августа 1935 года  в селе Зориковка в Меловском районе Луганской области Украины. Русский.
В 1941 году отец ушёл на фронт, мать расстреляли фашисты и в 6 лет Ваня остался сиротой и попал в детский дом.
В 1951 году поступил в Краснодарский сельскохозяйственный техникум. Холодное и голодное детство закалило его, воспитало волю и стремление к достижению поставленной цели. Уже в 1955 году в Свердловской области, куда он приехал по распределению, ему доверили возглавить подсобное хозяйство Шамарского мехлесхоза.
В этом же году призвали в Советскую Армию.
После увольнения из Вооружённых Сил в 1958 году приехал в станицу Кореновскую (с 1961 года - город Кореновск) Краснодарского края и стал работать в элитно-семеноводческом совхозе «Кореновский». Занимал должности бригадира, агронома-плодоовощевода, а затем стал управляющим отделением совхоза.
В 1971 году без отрыва от производства окончил заочное отделение сельскохозяйственного института. Совмещая работу с учёбой, энергичный агроном добивается высоких показателей в производственной деятельности.
Указом Президиума Верховного Совета СССР от 8 апреля 1971 года за выдающиеся успехи, достигнутые в развитии сельскохозяйственного производства и выполнении пятилетнего плана продажи государству продуктов земледелия, Радченко Ивану Васильевичу присвоено звание Героя Социалистического Труда с вручением ордена Ленина и золотой медали «Серп и Молот».
В дальнейшем работал главным агрономом, а затем директором элитно-семеноводческого совхоза «Кореновский» Кореновского района Краснодарского края которым руководил до последнего дня своей жизни.
Возглавив хозяйство, провёл в нем масштабную реорганизацию. В 1972 году в совхозе вместо отделений создали 5 цехов: растениеводства, крупного рогатого скота, свиноводства, механизации и строительства. Чуть позже провели укрупнение полей: создали два крупных производственных участка - № 1, за которым закрепили 3371 гектар земли, и № 2 - 3271 гектар. На каждом участке организовали отряд из тяжелых тракторов.
Образовали комплекс по агрохимическому обслуживанию и защите урожая от сорняков, вредителей и болезней. Особое внимание уделялось семенам. В основном высевали хорошо зарекомендовавший себя сорт озимой пшеницы «беэостая-1». По урожайности зерновых колосовых культур совхоз постоянно выходил в лидеры в районе и в крае. Николай Алексеевич считал, что главным фактором в получении устойчивого урожая является влага в почве. Поэтому весь технологический цикл производства озимых культур был направлен на максимальное сохранение влаги.
В элитно¬семеноводческом совхозе одними из первых начали применять бесплужную поверхностную обработку почвы, поперечное дискование, перекрестный сев и другие прогрессивные технологии в земледелии. Строго соблюдали севооборот. С учетом данных агрохимического обследования почвы вносили органические удобрения. К примеру, под урожай 1980 года было внесено 66 тысяч тонн органики (по 10 тонн на гектар). В результате практически вся пшеница была принята как сильная и ценная. Под его руководством разработана и внедрена в производство передовая технология выращивания элитных семян сахарной свеклы. Как директор хозяйства уделял большое внимание социальной сфере.
Трагически погиб 24 января 1997 года.
Похоронен в Кореновском районе Краснодарского края.

## Награды
- Золотая медаль «Серп и Молот» (08.04.1971);
- Орден Дружбы народов (13.03.1981.
- Орден Ленина (06.09.1973).
- Медаль «За трудовую доблесть»(31.12.1965)
- Медаль «В ознаменование 100-летия со дня рождения Владимира Ильича Ленина» (6 апреля 1970)
- и другими
- Заслуженный работник сельского хозяйства Российской Федерации (07.09.1995)[1].

## Память
- В Краснодаре установлена мемориальная доска с именами Героев Социалистического Труда Кубани и Адыгеи
- На административном здании ФГУП «Кореновское» в память о Герое установлена мемориальная доска.